# Auberville-la-Renault
Auberville-la-Renault is een gemeente in het Franse departement Seine-Maritime (regio Normandië) en telt 347 inwoners (1999). De plaats maakt deel uit van het arrondissement Le Havre.

## Geografie
De oppervlakte van Auberville-la-Renault bedraagt 5,0 km², de bevolkingsdichtheid is 69,4 inwoners per km².
De onderstaande kaart toont de ligging van Auberville-la-Renault met de belangrijkste infrastructuur en aangrenzende gemeenten.

## Demografie
Onderstaande figuur toont het verloop van het inwonertal (bron: INSEE-tellingen).